# 张文超
张文超，中华人民共和国政治人物。
担任特等劳模。广州西村水泥厂看火工。1954年，当选第一届全国人民代表大会代表。